# Circinellu
Circinellu, pseudonyme de Domenico Leca, né à Guagno en 1709 et mort à Serra di Fiumorbo en 1771, est un prêtre catholique et une figure du patriotisme du clergé insulaire durant les guerres d'indépendance de la Corse.

## Biographie
Domenico Leca, dit Circinellu, fait ses études à l'université de Gênes puis à l'université papale de Rome. Après son ordination il devient prêtre à Guagno, dans la piève de Sorroinsù. Selon la tradition, il est grand de taille et a les cheveux roux,. Il vit avec sa sœur Anghjula-Maria Leca, surnommée Ritondella, qui a perdu son mari et trois enfants à la guerre.
Fidèle partisan de Pascal Paoli et de l'indépendance de l'île, il est une figure mythique de la résistance de la Corse,. Il est le représentant personnel de Paoli dans les pièves de Sorroinsù et Sorroingiù. Il termine habituellement ses sermons par « Paoli è libertà ». En 1769, il est un chef charismatique qui participe à la bataille de Ponte-Novo avec soixante hommes de Guagno et ses environs ; ils s'en sortent tous. Après la défaite de Ponte-Novo et la fin de l'indépendance de la Corse, il exhorte Jacques Abbatucci de prendre les armes contre l'occupant. 
Il galvanise ses troupes et organise la résistance ; ils sont appelés les montagnards du Tretorre,. Lors d'une grand-messe à Guagno, il prête serment sur son autel de ne pas déposer les armes tant que la patrie reste occupée,. Invité par Marbeuf à négocier, il déclare : « ne pouvoir prêter fidélité à la France sans se parjurer car il a déjà prêté serment sur les évangiles de rester fidèle à sa patrie ». Sa tête est mise à prix et ses biens sont dévastés, il prend le maquis pour éviter au village les représailles des troupes françaises qui brûlent cependant son église.
Pour que la répression ne s'abatte sur les siens et sa région, il se déplace dans le Fiumorbo où il poursuit la résistance avec ses hommes. C'est là que Mirabeau le rencontre et le trouve « fort brave et fort intelligent », « homme de cœur et d'esprit »,. Homme honorable et honnête, jamais il n'attaque les détachements français, mais il sait se défendre avec énergie,. « Défendre la patrie et mourir libre (sostenere a patria e morir liberi) », affirme-t-il, « la force ne devant jamais priver le droit ».
Il est retrouvé mort en 1771 par des bergers dans une grotte au-dessus du hameau d'Ania (commune de Serra-di-Fiumorbo) avec, selon la légende, un crucifix dans une main et un poignard dans l'autre. Pour les uns, il est mort de privations et de faim, mais pour les autres, il a été empoisonné. Dès sa disparition, U Circinellu devient une figure notable ; admiré par Lucien Bonaparte, il incarne la résistance face à l'étranger. A grotta di Circinellu existe toujours, symbole du patriotisme du clergé insulaire durant les guerres d'indépendance de la Corse. Au XXIe siècle, il est considéré comme un « grand homme de l'histoire insulaire ».

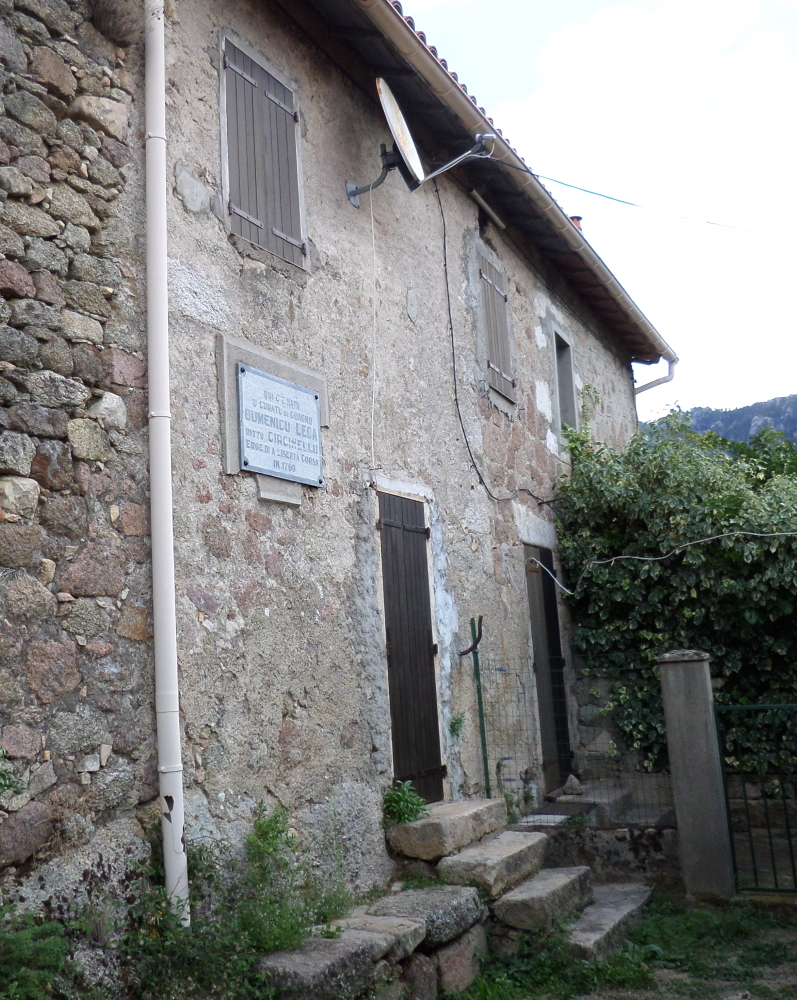
Maison natale de Circinellu à Guagno.
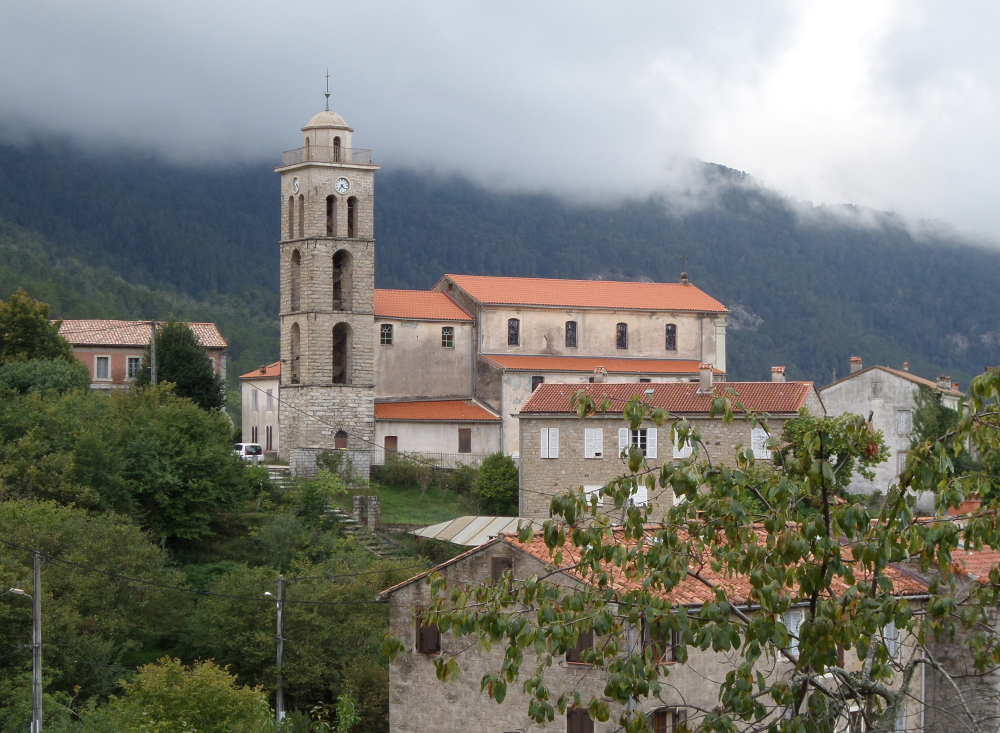
Église Saint-Nicolas de Guagno.
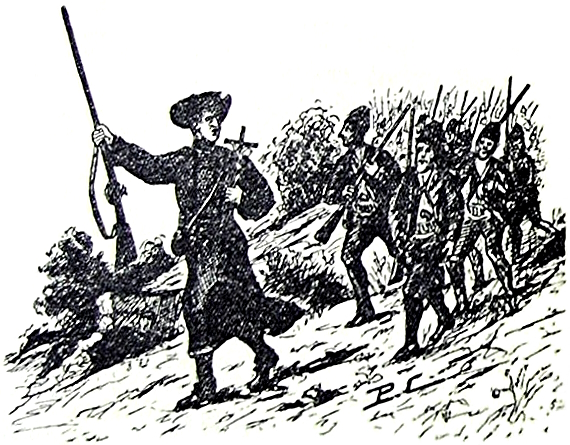
Circinellu et les montagnards du Tretorre (par Paul Corizzi).
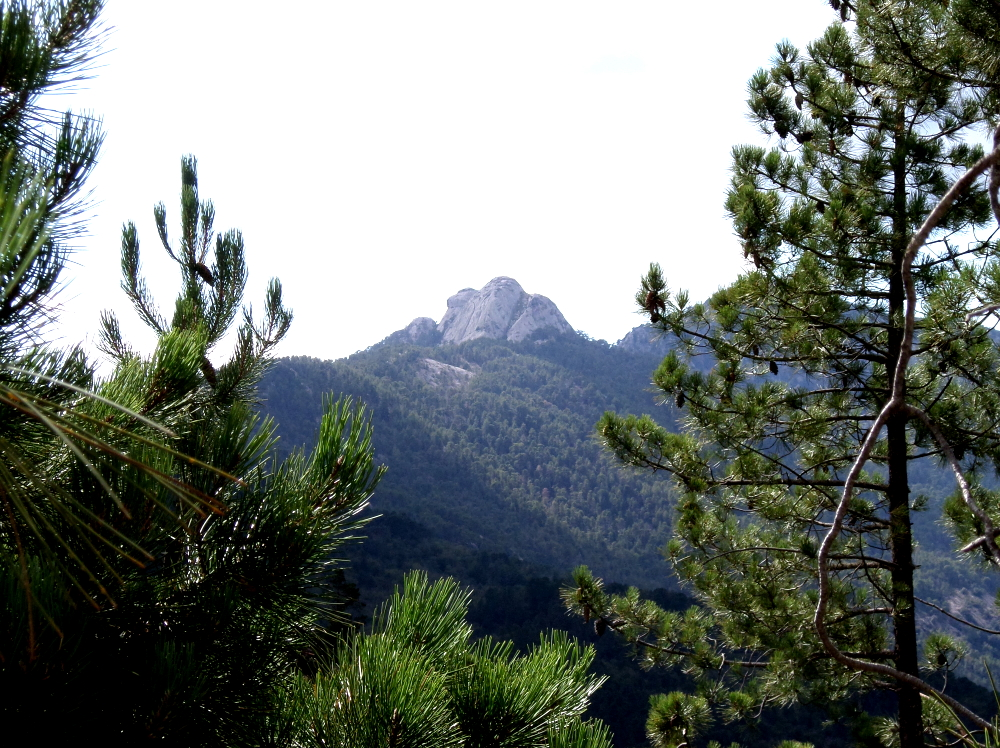
Mont Tretorre depuis Guagno.
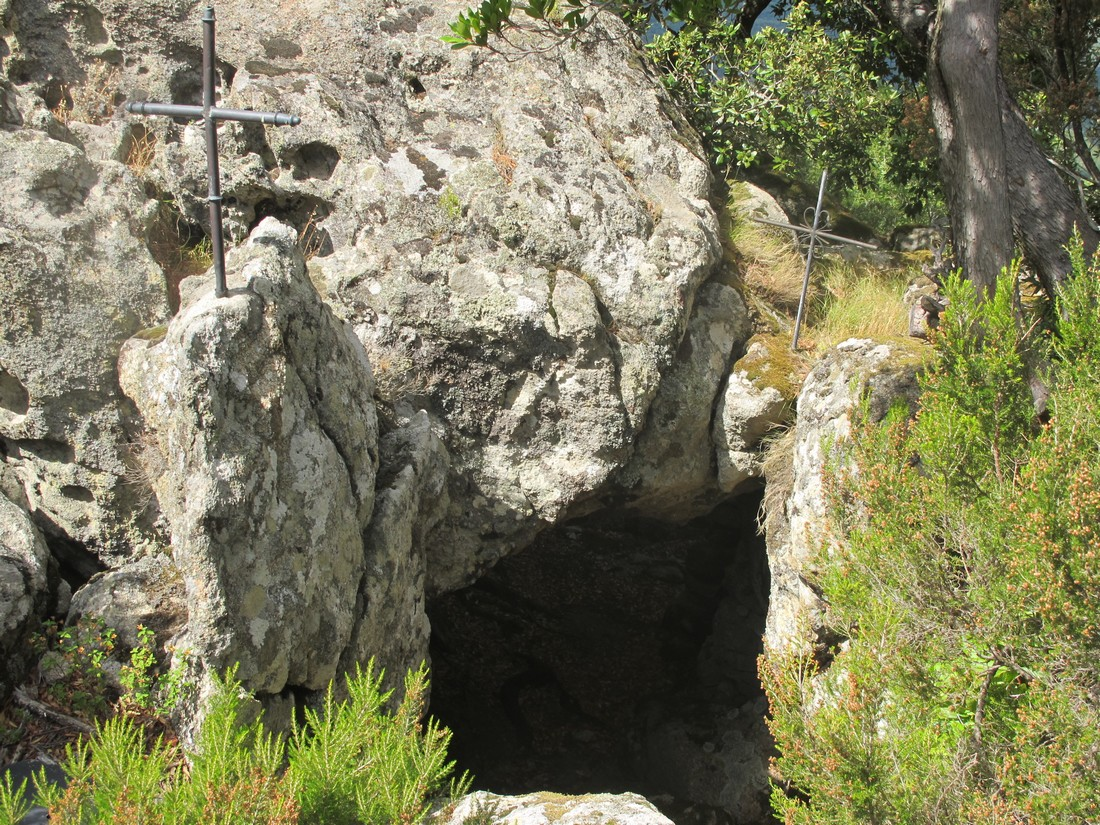
Grotte de Circinellu à Serra-di-Fiumorbo.

## Hommages
- Une plaque commémorative est apposée sur sa maison natale de Guagno en 1935[21],[22].
- Un monument, œuvre en granite du sculpteur Anthony Bargone, lui est dédié devant la casa comuna de Guagno en 2016[23],[Note 6].
- Deux chansons lui sont consacrées : 
  - Canzona di Circinellu écrite par Maistrale en 1935 et enregistrée par le groupe I Voci di a Gravona en 1980,
  - Circinellu écrite par Francis Pinelli en 1975 et enregistrée par Antoine Ciosi en 1975 puis par le groupe I Chjami Aghjalesi en 2007.
- La nouvelle historique en langue italienne Il curato di Guagno est écrite par Giovan Vito Grimaldi[Note 7] en 1844[24],[25].
- La pièce de théâtre en langue corse Circinellu, drame en deux actes, est écrite par Bartulumeu Dolovici[Note 8] à la fin du XXe siècle[26].